# Elacomia trusmadiana
Elacomia trusmadiana är en skalbaggsart som beskrevs av Antonio Vives 2003. Elacomia trusmadiana ingår i släktet Elacomia och familjen långhorningar. Inga underarter finns listade i Catalogue of Life.